# احمد قابل
احمد قابل (۹ مهر ۱۳۳۶ – ۱ آبان ۱۳۹۱) مجتهد، پژوهشگر دینی، فعال سیاسی و از شاگردان حسینعلی منتظری بود. قابل از مخالفان و منتقدان جدی سیدعلی خامنه‌ای بود و مشروعیت الهی ولی فقیه را فاقد پایه و اساس علمی می‌دانست.

## تولد و تحصیلات حوزوی
احمد قابل در مهر ۱۳۳۶ در تربت جام، در خانواده ای روحانی متولد شد. احمد فرزند پنجم خانواده بود. پدرش شیرمحمد از سال ۱۳۶۴ تا زمان فوت (۱۳۷۲) امام‌جمعهٔ فریمان بود. 
احمد تحصیلات ابتدایی نظام قدیم را در سال ۱۳۵۰ در مشهد به پایان برد و از سال ۱۳۵۱ تحصیل علوم اسلامی را در حوزهٔ علمیهٔ مشهد در مدرسهٔ آیت‌الله میلانی آغاز کرد. او در سال ۱۳۵۴ برای ادامهٔ تحصیل روانهٔ حوزه علمیه قم شد. قابل از سال ۱۳۶۴ تحصیل در مرحلهٔ خارج را آغاز کرد. او خارج اصول و خارج فقه را نزد میرزا جواد تبریزی، محمد فاضل لنکرانی، حسین وحید خراسانی، موسی شبیری زنجانی و یوسف صانعی گذراند. مهم‌ترین استاد او در فقه، حسینعلی منتظری بود که قابل همیشه از او با عنوان «استاد علامه» یاد می‌کرد. قابل در علم معقول، شاگرد یحیی انصاری شیرازی و شیخ حسن تهرانی بود. قابل مدت کوتاهی مدیر مدرسهٔ علمیهٔ فریمان بود و مقدمات و شرح لمعه تدریس می‌کرد. 
قابل در شهریور ۱۳۷۷ از استاد خود حسینعلی منتظری درجهٔ اجتهاد گرفت. در مرداد ۱۳۸۱ حسینعلی منتظری سه نفر از شاگردان خود، احمد قابل و محمدعلی ایازی و محسن کدیور را برای پاسخگویی به سوالات شرعی معرفی کرد.

قابل در سال ۱۳۷۰ لباس روحانیت را کنار گذاشت و بعدها در این باره نوشت:
من در تابستان سال ۱۳۷۰ به اختیار خود لباس روحانیت را کنار گذاشتم. علت آن چند چیز بود:
الف) آن لباس بسیار دست‌وپاگیر و زحمت‌آفرین است. در گرمای تابستان، شلوغی جمعیت، هنگام پیش‌آمدهایی که شتاب در آن لازم است، سفر، رانندگی و … حقیقتاً مزاحم رفتار طبیعی آدمی می‌شود.
ب) آن لباس موجب انگشت‌نما شدن در مجامع عمومی است که آثار زیان‌باری را برای فرد ملبّس و جامعهٔ او در پی داشته و دارد. غرور کاذب اکثر افراد ملبّس به لباس روحانیت، منجر به عدم مراعات اخلاق انسانی اسلامی در بسیاری از مراودات اجتماعی آنان شده است و تنها عامل تسهیل‌کنندهٔ این رفتار ناپسند، تفاوت لباس روحانیان از سایر مردم بوده است.
پ) پیامبر خدا و ائمهٔ هدی به عدم‌تمایز لباسی از سایر مؤمنان مشهور بودند تا جایی که افراد غریبه در اولین حضور خود در جمع مسلمانان، نمی‌توانستند پیامبر و یا ائمه را از دیگران تشخیص دهند، و این نکته در اندیشهٔ شریعت محمدی به‌عنوان «فضیلت» شناخته شده است. اگر «عدم تمایز لباسی» را فضیلت بشماریم، نتیجهٔ آن «نامطلوب بودن تمایز لباسی» است و این نکته‌ای است که نباید از آن غفلت کرد.
ت) امام صادق در روایتی معتبره تصریح می‌کند که «بهترین لباس، در هر زمان، لباس عموم مردم آن زمان است» که حکم «استحباب شرعی» را برای لباس غیرروحانیان ثابت می‌کند. اگر «پوشیدن لباس عموم مردم» برای هر مسلمانی «مستحب» باشد، نپوشیدن آن و انتخاب لباس‌های متمایز (که موجب انگشت‌نما شدن در میان جمع می‌شود) مطمئنا «مکروه» خواهد بود.

## فعالیت‌های سیاسی و بازداشت
قابل در جریان انقلاب ۱۳۵۷ در خراسان فعال بود. او پس از پیروزی انقلاب و در ابتدای تاسیس سپاه پاسداران انقلاب اسلامی، به عضویت سپاه درآمد اما بعد از یکسال به دلیل اختلاف‌نظر با گردانندگان سپاه استعفا کرد. او در سال‌های ۱۳۶۰ و ۱۳۶۱ بازپرس دادگاه ویژهٔ روحانیت در قم بود اما کار قضائی را پس از دو سال برای همیشه کنار گذاشت. در سال ۱۳۶۳ مسئول عقیدتی سیاسی پایگاه نوژه در همدان بود اما پس از حدود یکسال این کار را هم کنار گذاشت و به حوزه بازگشت.
قابل اولین بار در تابستان ۱۳۷۶ بازداشت شد. پس از پیروزی سید محمد خاتمی در انتخابات ریاست‌جمهوری ۱۳۷۶، قابل به دلیل انتشار بیانیهٔ تبریک حسینعلی منتظری به خاتمی در قائن، همراه با دو نفر از دوستانش به مدت ۴ روز بازداشت شد. در آبان همان سال، همزمان با حمله به بیت حسینعلی منتظری و آغاز حصر وی، قابل همراه با دوستش، محمدحسن ظریف جلالی، شبانه در مشهد بازداشت شد و ۳۶ روز در بازداشت بود. قابل در بهار ۱۳۷۷ محاکمه و به یک سال حبس تعلیقی محکوم شد. قابل در ۱۰ دی ۱۳۸۰ برای سومین بار بازداشت شد و ۱۲۵ روز را در سلول انفرادی در زندان اوین گذراند. اتهام او اقدام علیه امنیت ملی، اهانت به رهبر و تبلیغ علیه نظام عنوان شده بود.
در شهریور ۱۳۸۳، قابل به دلیل افزایش فشارها، به تاجیکستان مهاجرت کرد و در تاریخ ۱۰ خرداد ۱۳۸۴ نامهٔ مشهوری خطاب به سید علی خامنه‌ای، رهبر جمهوری اسلامی نوشت. قابل پس از آن در تهران، فریمان و سپس مشهد ساکن و همواره تحت فشار و محدودیت بود.
قابل در جریان جنبش سبز ایران فعال بود و انتخابات ۸۸ را کودتای انتخاباتی می‌دانست. در ۲۹ آذر ۱۳۸۸ و پس از درگذشت حسینعلی منتظری، قابل هنگامی که برای شرکت در مراسم تشییع، از مشهد به قم سفر می‌کرد در بین راه نیشابور بازداشت شد. او این بار ۱۷۰ روز در زندان بود و نهایتاً با قرار وثیقهٔ ۵۰۰ میلیون ریالی و با حکم رئیس شعبهٔ پنج دادگاه انقلاب مشهد آزاد شد.  در اردیبهشت ۱۳۸۹، هنگامی که در بازداشت بود، او را با دست‌بند و پابند به دادگاه بردند که قاضی کاووسی در دادگاه دستور داد از این به بعد رعایت احترام وی بشود و دیگر او را با پابند به دادگاه نیاورند و قرار وثیقه صادر شد. قابل پس از آزادی موقت، دفاعیات خود را منتشر کرد که باعث شد در ۲۳ شهریور ۱۳۸۹ برای پنجمین بار بازداشت شود. این دورهٔ بازداشت تا دی ۱۳۸۹ به طول انجامید. او این بار هم مشاهدات خود از نقض قانون و شرع توسط زندانبانان را نوشت و پس از آزادی موقت منتشر کرد. 
قابل در ۱۱ مرداد ۱۳۹۰، برای ششمین بار و برای تحمل باقی‌ماندهٔ محکومیت حبس، به زندان وکیل آباد مشهد فراخوانده شد. او در زندان بیمار شد اما مسئولان زندان در فرستادن او به بیمارستان و معاینه توسط پزشک متخصص تعلل کردند. بیماری او چنان پیشرفت کرد که منجر به کاهش شدید بینایی و چندین بار بیهوشی و زمین‌خوردن او در زندان شد. بالاخره به او مرخصی استعلاجی دادند و قابل در ۱۷ شهریور ۱۳۹۰ در بیمارستان رضوی مشهد تحت عمل جراحی مغز قرار گرفت. در ۱۱ تیر ۱۳۹۱ پزشکان تصمیم گرفتند ترکشی که از زمان جنگ ایران و عراق در نزدیکی نخاع قابل باقی مانده بود خارج کنند تا امکان عکس‌برداری مغزی فراهم شود. قابل برای دومین بار در ۱۶ تیر ۱۳۹۱ تحت عمل جراحی مغز قرار گرفت. او در ۲۵ مهر ۱۳۹۱، دچار مرگ مغزی شد و در اول آبان ماه ۱۳۹۱ درگذشت و در بهشت رضای مشهد به خاک سپرده شد.

## زندگی شخصی
احمد قابل در سال ۱۳۶۰ با خانم مرضیه پاسدار ازدواج کرد. حاصل این ازدواج یک دختر به نام سارا است. قابل در طول جنگ ایران و عراق بارها به جبهه رفت و مجروح شد. برادر او، ابوالقاسم، در عملیات کربلای ۵ به شهادت رسید. برادر دیگرش محمود نیز در جنگ به‌شدت مجروح شد. برادر دیگر او هادی قابل نیز از روحانیان منتقد جمهوری اسلامی است.

## آثار
احمد قابل از سال ۱۳۸۲ یادداشت‌های خود را در وبلاگش منتشر می‌کرد. یادداشت‌های دینی او در وبلاگ «شریعت عقلانی» و یادداشت‌های سیاسی او در وبلاگ «از نگاه من» منتشر می‌شد. از مشهورترین نوشته‌های او «استحباب پوشش موی بانوان و عدم وجوب آن» در اسفند ۱۳۸۲ است. مهم‌ترین نوشتهٔ او در فقه استدلالی بحث ناتمام «حکم رجم» (نقد مجازات سنگسار) است که ۸ قسمت آن در سال ۱۳۹۰ در وب‌سایت جرس منتشر شد و با زندانی‌شدن قابل ناتمام ماند.
احمد قابل تا زمان وفات دو کتاب منتشر کرده بود: «نقد فرهنگ خشونت» و «اسلام و تأمین اجتماعی». در ماه‌های آخر زمانی که وی در بستر بیماری بود، دوست و هم‌درسش محسن کدیور کتاب دیگری را از دست‌نوشته‌های قابل به‌نام «مبانی شریعت» در قالب کتاب الکترونیکی تدوین و منتشر کرد. کدیور تا قبل از نخستین سالگرد احمد قابل هفت جلد دیگر از آثار وی را همراه با یادنامهٔ وی تنظیم و در قالب کتاب الکترونیکی منتشر نمود.
مشخصات مجموعه آثار ده جلدی احمد قابل و یادنامهٔ وی به شرح زیر است:
1. «نقد فرهنگ خشونت»، یادداشت‌های سیاسی ۷۹–۱۳۷۵، ۳۷۶ صفحه، انتشارات سرائی، تهران ۱۳۸۱.
2. «اسلام و تأمین اجتماعی (مبانی و راهکارهای حمایتی و بیمه‌ای در قرآن، روایات، اخلاق و فقه اسلامی)» ،۴۸۶ صفحه، مؤسسه عالی پژوهش تأمین اجتماعی، تهران، ۱۳۸۳.
3. «مبانی شریعت»، مباحثی در مبانی و اصول فقه، ۳۵۶ صفحه، مرداد ۱۳۹۱، مجموعه آثار، جلد ۳.
4. «نقد خودکامگی»، یادداشت‌های سیاسی و اشعار ۸۸–۱۳۸۰، ۴۵۴ صفحه، آذر ۱۳۹۱، مجموعه آثار، جلد ۴.
5. «وصیت به ملّت ایران: یادداشت‌های سیاسی و مصاحبه‌ها ۹۱–۱۳۸۸»، ۴۲۰ صفحه، آبان ۱۳۹۱، مجموعه آثار، جلد ۵.
6. «بیم و امیدهای دینداری» (سخنرانی‌ها ۸۸–۱۳۸۳)، ۲۸۳ صفحه، بهمن ۱۳۹۱، مجموعه آثار، جلد ۶.
7. «شریعت عقلانی»؛ مقالاتی در نسبت عقل و شرع (۸۷–۱۳۸۳)، ۳۲۸ صفحه، بهمن ۱۳۹۱، مجموعه آثار، جلد ۷.
8. «فقه، کارکردها و قابلیت‌ها: مقالات فقهی و پاسخ به پرسش‌های دینی (۸۹–۱۳۸۲)»، ۲۹۰ صفحه، فروردین ۱۳۹۲، مجموعه آثار، جلد ۸.
9. «احکام بانوان در شریعت محمدی» (۸۷–۱۳۸۲)، ۲۲۸ صفحه، اردیبهشت ۱۳۹۲، مجموعه آثار، جلد ۹.
10. «احکام جزائی در شریعت محمدی» (۹۰–۱۳۸۳)، ۳۴۲ صفحه، تیر ۱۳۹۲، مجموعه آثار، جلد ۱۰.
11. یادنامه: احمد قابل به روایت خانواده، دوستان و علاقه‌مندان، ۴۹۸ صفحه، اسفند ۱۳۹۱.

## استحباب پوشش سر و گردن بانوان
مشهورترین نظر فقهی احمد قابل، رأی وی دربارهٔ حجاب بانوان است:
عدم وجوب پوشاندن سر و گردن زنان بردهٔ مسلمان (که مقتضای دلایل نقلی معتبر و گرایشی اجماعی است) نشانگر این امر بسیار مهم است که در مَرآی و منظر بودنِ سر و گردن هر زن مسلمانی، حرام نیست. به عبارت دیگر نه زن بودن و نه مسلمان بودن زن، دلیل وجوب پوشش سر و گردن نیست. چراکه زنان بردهٔ مسلمان، هم زن و هم مسلمان بودند و پوشش سر و گردن (حتی برخی اجزای دیگر بدن بنا بر اظهارات صریح برخی فقها) بر آنان واجب نبود. حتی برخی معتقد به کراهت یا حرمت پوشش سر برای زنان بردهٔ مسلمان بوده‌اند. گرچه بسیاری از اختلافات یادشده بین فقها در بحث ستر صلاتی آمده‌است، … اما اختلافات فقها در بحث کمّیت پوشش برای نماز به بحث کمّیت پوشش از نگاه نیز سرایت می‌کند.
هیچ سخن صریحی درمورد «لزوم پوشش سر و گردن» در آیات سورهٔ نور وجود ندارد؛ بلکه مجاز بودن عدم پوشش قسمت‌هایی از بدن که در عرف زمان نزول وحی، پوشاندن آن رایج نبوده نیز مورد تأیید قرار گرفته‌است. تحقیقات تاریخی نیز عدم رواج پوشش سر و گردن (در همهٔ حالات و همهٔ مکان‌های عمومی) را تأیید می‌کند. نمی‌توان با قاطعیت از آیهٔ سورهٔ احزاب به‌عنوان دلیل بر «وجوب پوشش سر و گردن زن» بهره برد.
منتهای کوشش من دربارهٔ وجود یا عدم وجود اجماع در این مسئله، اثبات «عدم تحقق اجماع بر لزوم پوشش سر و گردن» بوده‌است. گزارش‌هایی که تاکنون در مورد اختلاف‌نظرهای فقها درخصوص سر و گردن ارائه شد، برخی از مستندات برای اثبات «اختلاف‌نظر» بود تا معلوم شود که با وجود نظریات مخالف، نباید به ادعای اجماع مشهور فقها اعتماد کرد. به گمان من مقتضای «جمع دلالی» و ضرورت اعمال آن در این مسئله، نتیجه‌ای جز پذیرفتن حکم «استحباب پوشش سر و گردن» را در پی نخواهد داشت.